# Joma
Joma (aramejsko יומא, Dan) je peta razprava drugega dela Mišne in Talmuda z naslovom Seder Moed (Red praznikov). Razprava se ukvarja predvsem s predpisi in obredi na največji judovski praznik Jom Kipur - Spravni dan, na katerega se Judje spokorijo in odkupijo za grehe iz preteklega leta.   Razprava ima osem poglavij in gemare (razlage) iz Jeruzalemskega in Babilonskega Talmuda.

## Naslovi poglavij
1. שִׁבְעַת יָמִים (Sedem dni, osem mišen) se ukvarja s pripravo Velikega duhovnika na Jom Kipur.
2. בָּרִאשׁוֹנָה  (Naprej, sedem mišen), obravnava večno jutranjo žrtev.
3. אָמַר לָהֶם הַמְּמֻנֶּה (Recite jim imenovanega, enajst mišen) se ukvarja z začetkom dnevnega dela.
4. טָרַף בַּקַּלְפִּי (Taraf Baklapi, šest mišen)  se ukvarja z izbiro velikega duhovnika za bogoslužje in njegovo potrditvijo.
5. שְׁנֵי שְׂעִירֵי  (Izpostavite ga, sedem mišen) se ukvarja z žganjem kadila v svetišču in krvavo daritvijo.
6. בָּא לוֹ כֹּהֵן גָּדוֹל (Je Veliki duhovnik, pet mišen) se ukvarja s koncem dnevnega dela.
7. יוֹם הַכִּיפּוּרִים  (Jom Kipuir, devet mišen)  razpravlja o petih zapovedih, ki jih je treba spoštovati na Jom Kipur pri pitju in prehranjevanju, pripenjanju, pranju, zapenjanju sandal  in uporabi postelje. Kot je do zdaj znano, je edino poglavje v razpravi, ki opisuje Jom Kipur.

Celotna razprava vsebuje 61 mišen.

### Priprave velikega svečenika pred Jom Kipurjem
Priprave se začnejo sedem dni pred praznikom. Veliki duhovnik (Kohen Gadol) se loči od svoje žene in preseli v sobo v Drugem jeruzalemskem templju (Bet HaMikdaš), poškropljeno (očiščeno) z vodo rdeče telice, kjer preučuje zakone, povezane jomkipurskimi obredi.

### Bogoslužje na praznični dan
Joma od drugega do sedmega poglavja obravnava predvsem vrstni red prazničnih obredov in daritev. V nekaterih izdajah obravnava tudi žrebanje obredov, ki jih bo opravil kateri duhovnik (kohanim). V nadaljevanju obravnava zakone, povezane z žrtvovanjem koze in samim potekom žrtvovanja, ki ga opravita veliki duhovnik v Najsvetejšem (Kodeš Kedošim). 

### Odrekanja na Jom Kipur
Zadnje poglavje razprave obravnava pet odrekanj, ki se (še vedno) opravljajo zaradi odsotnosti templja. Od Judov se zahteva odrekanja od
- hrane in pijače,
- nošenja usnjene obutve,
- maziljenja z oljem,
- umivanja in
- vojskovanja.

Zadnje poglavje obravnava tudi kesanje.

## Sklic
1. ↑   Eugen Weber: Talmud, Otokar Keršovani-Rijeka, Reka 1982, str. 52-53.